# Éva Varga
Éva Varga (* 7. Januar 1953 als Éva Cserni in Budapest) ist eine ungarische Badmintonspielerin. 

## Karriere
Éva Varga bestimmte über zwei Jahrzehnte das Niveau im Badmintonsport in Ungarn. Von 1968 bis 1988 war sie insgesamt 26 Mal in Ungarn erfolgreich. International siegte sie unter anderem bei den Slovenian International und den USSR International.

## Sportliche Erfolge
| Saison | Veranstaltung                 | Disziplin   | Platz | Name                          |
| ------ | ----------------------------- | ----------- | ----- | ----------------------------- |
| 1968   | Ungarn: Einzelmeisterschaften | Damendoppel | 1     | Katalin Jászonyi / Éva Cserni |
| 1969   | Ungarn: Einzelmeisterschaften | Damendoppel | 1     | Éva Cserni / Erzsébet Wolf    |
| 1969   | Ungarn: Einzelmeisterschaften | Dameneinzel | 1     | Éva Cserni                    |
| 1970   | Ungarn: Einzelmeisterschaften | Dameneinzel | 1     | Éva Cserni                    |
| 1970   | Ungarn: Einzelmeisterschaften | Mixed       | 1     | János Cserni / Éva Cserni     |
| 1971   | Ungarn: Einzelmeisterschaften | Dameneinzel | 1     | Éva Cserni                    |
| 1972   | Ungarn: Einzelmeisterschaften | Dameneinzel | 1     | Éva Cserni                    |
| 1973   | Ungarn: Einzelmeisterschaften | Dameneinzel | 1     | Éva Cserni                    |
| 1973   | Ungarn: Einzelmeisterschaften | Mixed       | 1     | János Cserni / Éva Cserni     |
| 1973   | Ungarn: Einzelmeisterschaften | Damendoppel | 1     | Éva Cserni / Valéria Virágos  |
| 1973   | Hungarian International       | Dameneinzel | 1     | Éva Cserni                    |
| 1974   | Ungarn: Einzelmeisterschaften | Damendoppel | 1     | Éva Cserni / Valéria Virágos  |
| 1974   | Ungarn: Einzelmeisterschaften | Dameneinzel | 1     | Éva Cserni                    |
| 1974   | Ungarn: Einzelmeisterschaften | Mixed       | 1     | János Cserni / Éva Cserni     |
| 1975   | Ungarn: Einzelmeisterschaften | Mixed       | 1     | János Cserni / Éva Cserni     |
| 1975   | Slovenian International       | Damendoppel | 1     | Éva Cserni / Ildikó Szabó     |
| 1975   | USSR International            | Damendoppel | 1     | Alena Poboráková / Éva Cserni |
| 1975   | Slovenian International       | Mixed       | 1     | János Cserni / Éva Cserni     |
| 1976   | Ungarn: Einzelmeisterschaften | Mixed       | 1     | János Cserni / Éva Cserni     |
| 1976   | Slovenian International       | Dameneinzel | 1     | Éva Cserni                    |
| 1976   | Ungarn: Einzelmeisterschaften | Dameneinzel | 1     | Éva Cserni                    |
| 1977   | Ungarn: Einzelmeisterschaften | Damendoppel | 1     | Éva Cserni / Éva Pozsik       |
| 1977   | Ungarn: Einzelmeisterschaften | Dameneinzel | 1     | Éva Cserni                    |
| 1977   | Ungarn: Einzelmeisterschaften | Mixed       | 1     | János Cserni / Éva Cserni     |
| 1979   | Ungarn: Einzelmeisterschaften | Damendoppel | 1     | Éva Varga / Éva Pozsik        |
| 1979   | Ungarn: Einzelmeisterschaften | Mixed       | 1     | Ferenc Rolek / Éva Varga      |
| 1982   | Ungarn: Einzelmeisterschaften | Dameneinzel | 1     | Éva Varga                     |
| 1984   | Ungarn: Einzelmeisterschaften | Damendoppel | 1     | Éva Varga / Márta Petrovits   |
| 1986   | Ungarn: Einzelmeisterschaften | Damendoppel | 1     | Márta Dovalovszki / Éva Varga |
| 1987   | Ungarn: Einzelmeisterschaften | Damendoppel | 1     | Márta Dovalovszki / Éva Varga |
| 1988   | Ungarn: Einzelmeisterschaften | Damendoppel | 1     | Márta Dovalovszki / Éva Varga |